# مات ديفيدسون
مات ديفيدسون هو لاعب هوكي الجليد كندي، ولد في 9 أغسطس 1977 في فلين فلون في كندا.

## وصلات خارجية
- مات ديفيدسون على موقع دوري الهوكي الوطني (الإنجليزية)
- مات ديفيدسون على موقع EliteProspects.com (الإنجليزية)
- مات ديفيدسون على موقع HockeyDB.com (الإنجليزية)
- مات ديفيدسون على موقع Hockey-Reference.com (الإنجليزية)